# Bouin-Plumoison
Bouin-Plumoison és un municipi francès situat al departament del Pas de Calais i a la regió dels Alts de França. L'any 2007 tenia 461 habitants.

## Demografia

### Població
El 2007 la població de fet de Bouin-Plumoison era de 461 persones. Hi havia 193 famílies de les quals 51 eren unipersonals (39 homes vivint sols i 12 dones vivint soles), 75 parelles sense fills, 51 parelles amb fills i 16 famílies monoparentals amb fills.
La població ha evolucionat segons el següent gràfic:
Habitants censats

### Habitatges
El 2007 hi havia 273 habitatges, 198 eren l'habitatge principal de la família, 67 eren segones residències i 7 estaven desocupats. 215 eren cases i 6 eren apartaments. Dels 198 habitatges principals, 149 estaven ocupats pels seus propietaris, 47 estaven llogats i ocupats pels llogaters i 2 estaven cedits a títol gratuït; 6 tenien una cambra, 2 en tenien dues, 14 en tenien tres, 34 en tenien quatre i 142 en tenien cinc o més. 196 habitatges disposaven pel capbaix d'una plaça de pàrquing. A 89 habitatges hi havia un automòbil i a 89 n'hi havia dos o més.

### Piràmide de població
La piràmide de població per edats i sexe el 2009 era:
| Homes | Edats   | Dones |
| ----- | ------- | ----- |
| 0     | 95 o +  | 0     |
| 4     | 90 a 94 | 0     |
| 0     | 85 a 89 | 8     |
| 4     | 80 a 84 | 4     |
| 0     | 75 a 79 | 12    |
| 8     | 70 a 74 | 8     |
| 16    | 65 a 69 | 12    |
| 4     | 60 a 64 | 4     |
| 20    | 55 a 59 | 12    |
| 8     | 50 a 54 | 24    |
| 16    | 45 a 49 | 0     |
| 28    | 40 a 44 | 28    |
| 20    | 35 a 39 | 20    |
| 24    | 30 a 34 | 20    |
| 28    | 25 a 29 | 24    |
| 24    | 20 a 24 | 4     |
| 16    | 15 a 19 | 12    |
| 16    | 10 a 14 | 16    |
| 32    | 5 a 9   | 16    |
| 16    | 0 a 4   | 4     |

## Economia
El 2007 la població en edat de treballar era de 325 persones, 229 eren actives i 96 eren inactives. De les 229 persones actives 195 estaven ocupades (104 homes i 91 dones) i 34 estaven aturades (19 homes i 15 dones). De les 96 persones inactives 29 estaven jubilades, 27 estaven estudiant i 40 estaven classificades com a «altres inactius».

### Ingressos
El 2009 a Bouin-Plumoison hi havia 196 unitats fiscals que integraven 461 persones, la mediana anual d'ingressos fiscals per persona era de 15.888 €.

### Activitats econòmiques
Dels 22 establiments que hi havia el 2007, 3 eren d'empreses de fabricació d'altres productes industrials, 4 d'empreses de construcció, 9 d'empreses de comerç i reparació d'automòbils, 1 d'una empresa d'hostatgeria i restauració, 1 d'una empresa financera, 1 d'una empresa de serveis, 1 d'una entitat de l'administració pública i 2 d'empreses classificades com a «altres activitats de serveis».
Dels 4 establiments de servei als particulars que hi havia el 2009, 2 eren electricistes, 1 empresa de construcció i 1 restaurant.
L'any 2000 a Bouin-Plumoison hi havia 5 explotacions agrícoles.

## Equipaments sanitaris i escolars
El 2009 hi havia 2 escoles elementals integrades dins de grups escolars amb les comunes properes formant escoles disperses.

## Poblacions més properes
El següent diagrama mostra les poblacions més properes.